# Don Sancho Garcia conde de Castilla

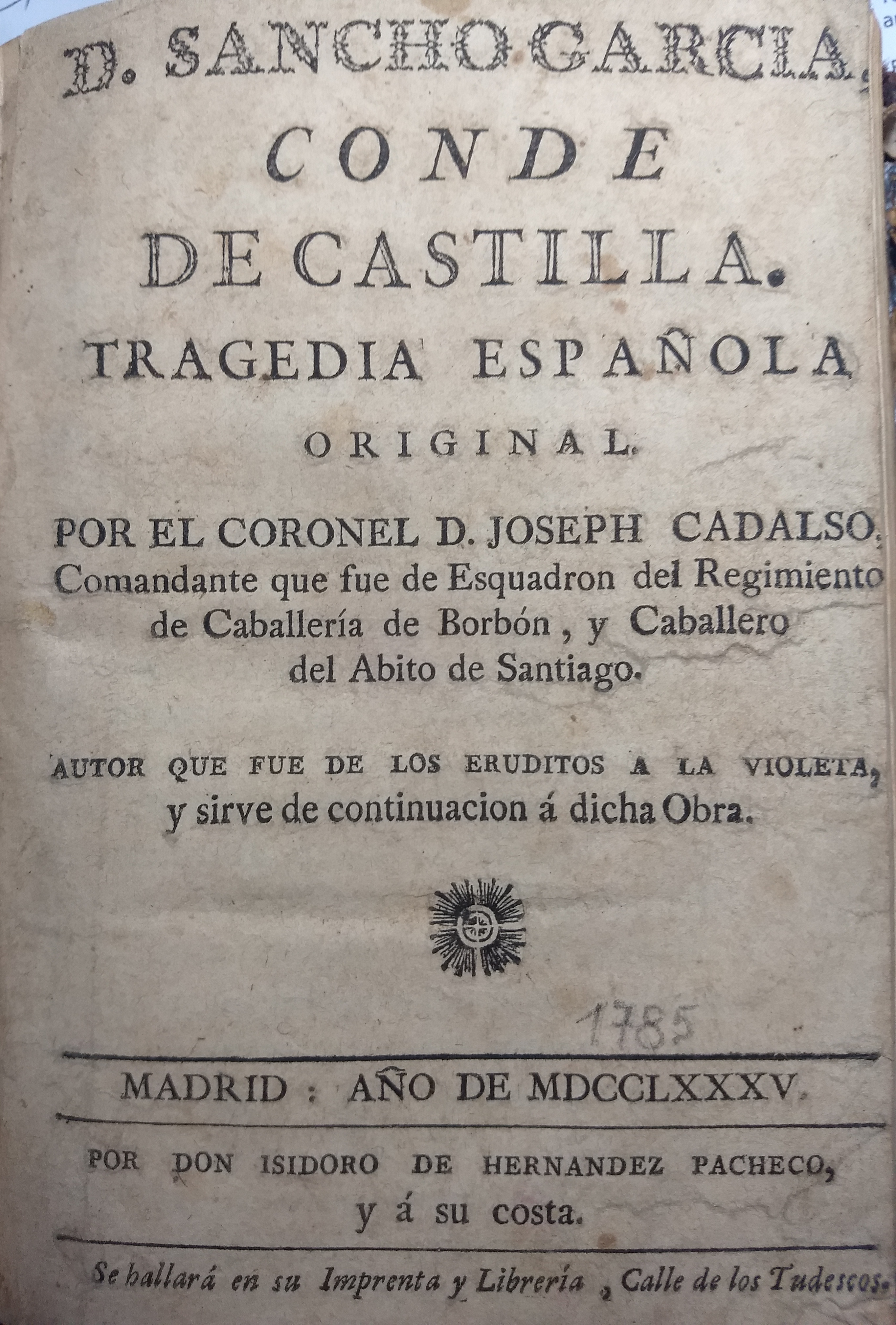

Don Sancho Garcia conde de Castilla es una pieza teatral publicada por primera vez en 1785 por José Cadalso.

## Publicación
Escrito en 1770, Don Sancho Garcia conde de Castilla se estrenó en el teatro en Madrid. La protagonista femenina fue interpretada por la actriz María Ignacia Ibáñez, que murió unos meses más tarde. También se dijo que era un "intento de poner en práctica los cánones del teatro francés."
Llamada "tragedia heroica," aunque criticada como un fracaso, se dice mostró la personalidad de Cadalso y fue un excelente ejemplo de su patriotismo. Es también una muestra de los puntos de vista religiosos de Cadalso.